# Neuchâtel Xamax Football Club Serrières 2020-2021
Questa voce raccoglie le informazioni riguardanti il Neuchâtel Xamax Football Club Serrières nelle competizioni ufficiali della stagione 2020-2021.

## Stagione
Nella stagione 2020-2021 il Neuchatel Xamax, allenato da Stéphane Henchoz, Andrea Binotto e Martín Rueda, concluse il campionato di Challenge League al 9º posto. In Coppa Svizzera il Neuchatel Xamax fu eliminato al secondo turno dal Kriens.

## Rosa
| N. |                               | Ruolo | Calciatore       |
| -- | ----------------------------- | ----- | ---------------- |
| 1  | RD del Congo (bandiera)       | P     | Anthony Mossi    |
| 2  | Svizzera (bandiera)           | C     | Endrit Morina    |
| 4  | Svizzera (bandiera)           | D     | Yves Kaiser      |
| 5  | Svizzera (bandiera)           | D     | Léo Farine       |
| 6  | Svizzera (bandiera)           | C     | Fabio Saiz       |
| 7  | Svizzera (bandiera)           | C     | Alan Rodriguez   |
| 8  | Svizzera (bandiera)           | C     | Alexandre Pasche |
| 9  | Svizzera (bandiera)           | A     | Dylan Dugourd    |
| 10 | Camerun (bandiera)            | C     | Freddy Mveng     |
| 11 | Svizzera (bandiera)           | C     | Pedro Teixeira   |
| 13 | Albania (bandiera)            | C     | Migjen Basha     |
| 14 | Svizzera (bandiera)           | A     | Raphaël Nuzzolo  |
| 15 | Svizzera (bandiera)           | D     | Yoan Epitaux     |
| 16 | Svizzera (bandiera)           | C     | Nicky Beloko     |
| 17 | Sierra Leone (bandiera)       | D     | Umaru Bangura    |
| 18 | Svizzera (bandiera)           | A     | Dany Cattin      |
| 18 | Rep. Centrafricana (bandiera) | A     | Louis Mafouta    |

| N. |                          | Ruolo | Calciatore       |
| -- | ------------------------ | ----- | ---------------- |
| 19 | Liechtenstein (bandiera) | A     | Noah Frick       |
| 21 | Svizzera (bandiera)      | C     | Maxime Dominguez |
| 22 | Svizzera (bandiera)      | A     | Franck Surdez    |
| 23 | Svizzera (bandiera)      | D     | Mike Gomes       |
| 24 | Filippine (bandiera)     | D     | Michael Kempter  |
| 25 | Burkina Faso (bandiera)  | A     | Anthony Koura    |
| 27 | Svizzera (bandiera)      | D     | Bruno Morgado    |
| 28 | Svizzera (bandiera)      | D     | Adam Ouattara    |
| 29 | Spagna (bandiera)        | C     | Parapar          |
| 30 | Svizzera (bandiera)      | P     | Laurent Walthert |
| 32 | Svizzera (bandiera)      | P     | Benjamin Roth    |
| 39 | Svizzera (bandiera)      | P     | Ysias Hummel     |
| 40 | Belgio (bandiera)        | C     | Andrea Mutombo   |
| 55 | Svizzera (bandiera)      | D     | Igor Đurić       |
| 68 | Angola (bandiera)        | C     | André Edgar      |
| 77 | Svizzera (bandiera)      | C     | Thibault Corbaz  |
| 94 | Francia (bandiera)       | A     | Jason Mbock      |

## Organigramma societario
Area tecnica
- Allenatore: Andrea Binotto
- Allenatore in seconda: Alexandre Badibanga
- Preparatore dei portieri: Luca Ferro
- Preparatori atletici:

## Calciomercato

### Sessione estiva
| Acquisti | Acquisti         | Acquisti             | Acquisti |
| R.       | Nome             | da                   | Modalità |
| -------- | ---------------- | -------------------- | -------- |
| A        | Noah Frick       | Vaduz                |          |
| D        | Bruno Morgado    | Rapperswil-Jona      |          |
| A        | Eric Tia         | Lucerna              |          |
| D        | Michael Kempter  | Zurigo               |          |
| C        | Parapar          | Stade Lausanne-Ouchy |          |
| C        | Alan Rodriguez   | Standard Liegi II    |          |
| A        | Jason Mbock      | Angers               |          |
| C        | Maxime Dominguez | Losanna              |          |
| D        | Yves Kaiser      | Basilea              |          |
| P        | Anthony Mossi    | Wil                  |          |
| D        | Adam Ouattara    | Losanna              |          |
| A        | Louis Mafouta    | Grasse               |          |
| C        | Pedro Teixeira   | Kriens               |          |
| C        | Alexandre Pasche | Losanna              |          |
| C        | Dilan Qela       | Bavois               |          |
| C        | Noha Sylvestre   | Bienne               |          |

| Cessioni | Cessioni             | Cessioni          | Cessioni |
| R.       | Nome                 | a                 | Modalità |
| -------- | -------------------- | ----------------- | -------- |
| C        | Musa Araz            | Sion              |          |
| D        | Johan Djourou        | Nordsjælland      |          |
| P        | Matthias Minder      | Grasshoppers      |          |
| C        | Xavier Kouassi       | Pau               |          |
| D        | André Luís Neitzke   | Sciaffusa         |          |
| C        | Noha Sylvestre       | La Chaux-de-Fonds |          |
| C        | Safet Alić           | Yverdon           |          |
| C        | Liridon Mulaj        | Kriens            |          |
| C        | Maren Haile-Selassie | Zurigo            |          |
| D        | Mārcis Ošs           | Spartaks Jūrmala  |          |
| A        | Taulant Seferi       | Young Boys        |          |
| D        | Léo Seydoux          | Young Boys        |          |
| A        | Samir Ramizi         | Winterthur        |          |
| D        | Leroy Abanda         | Milan             |          |
| C        | Dilan Qela           | Bavois            |          |

### Sessione invernale
| Acquisti | Acquisti       | Acquisti             | Acquisti |
| R.       | Nome           | da                   | Modalità |
| -------- | -------------- | -------------------- | -------- |
| C        | Nicky Beloko   | Fiorentina           |          |
| C        | André Edgar    | Sion                 |          |
| C        | Andrea Mutombo | Stade Lausanne-Ouchy |          |
| A        | Anthony Koura  | Losanna              |          |
| D        | Umaru Bangura  | Zurigo               |          |

| Cessioni | Cessioni | Cessioni | Cessioni |
| R.       | Nome     | a        | Modalità |
| -------- | -------- | -------- | -------- |

## Risultati

### Challenge League

#### Prima fase, girone di andata
| Arbitro: | Dudic |

|                                    |           |                    |
| Abubakar 31’, 70’ (rig.) Mulaj 36’ | Marcatori | 57’ (rig.) Nuzzolo |

| Arbitro: | Cibelli |

|  |           |                             |
|  | Marcatori | 4’, 39’ Pollero 90’ Bislimi |

| Arbitro: | Schärer |

|              |           |                                   |
| Chihadeh 74’ | Marcatori | 12’ Mveng 57’ Mafouta 90’ Nuzzolo |

| Arbitro: | Schnyder |

|             |           |  |
| Mafouta 11’ | Marcatori |  |

| Arbitro: | Piccolo |

|                              |           |           |
| Corbaz 8’ Nuzzolo 37’ (rig.) | Marcatori | 81’ Jones |

| Arbitro: | Bieri |

|                                    |           |           |
| Rrudhani 10’ Gashi 29’ (rig.), 76’ | Marcatori | 56’ Gomes |

| Arbitro: | von Mandach |

|                         |           |  |
| Parapar 41’ Nuzzolo 78’ | Marcatori |  |

| Arbitro: | von Mandach |

|                                            |           |                         |
| Bahloul 38’ Marzouk 52’ Sifneos 86’ (rig.) | Marcatori | 58’ Mveng 71’ Dominguez |

| Arbitro: | Staubli |

|  |           |           |
|  | Marcatori | 56’ Bamba |

#### Prima fase, girone di ritorno
| Arbitro: | Cibelli |

|                                     |           |  |
| Demhasaj 39’ Ronan 90’ Gjorgjev 90’ | Marcatori |  |

| Arbitro: | Piccolo |

|                           |           |  |
| Rodríguez 28’ Prtajin 42’ | Marcatori |  |

| Arbitro: | Schärli |

|                       |           |                                                    |
| Đurić 45’ Mafouta 57’ | Marcatori | 8’ Aratore 31’ Stojilković 55’ Balaj 77’ Spadanuda |

| Arbitro: | Gianforte |

|                                                 |           |  |
| Emeghara 50’ Wittwer 72’ Volkart 76’ Ramizi 87’ | Marcatori |  |

| Arbitro: | Jancevski |

|            |           |                     |
| Morina 84’ | Marcatori | 37’ Wetz 60’ Hasler |

| Arbitro: | Turkeš |

|              |           |  |
| Lahiouel 57’ | Marcatori |  |

| Arbitro: | Kanagasingam |

|  |           |           |
|  | Marcatori | 50’ Mulaj |

| Arbitro: | Gianforte |

|                                  |           |  |
| Mafouta 52’ Dominguez 80’ (rig.) | Marcatori |  |

| Arbitro: | Hänni |

|           |           |  |
| Tushi 51’ | Marcatori |  |

#### Seconda fase, girone di andata
| Arbitro: | von Mandach |

|  |           |                                 |
|  | Marcatori | 21’, 36’ Dzonlagic 69’ Schwizer |

| Arbitro: | Piccolo |

|                                                         |           |  |
| Balaj 8’ Jäckle 12’ Rrudhani 83’ Stojilković 90’ (rig.) | Marcatori |  |

| Arbitro: | Turkeš |

|                              |           |             |
| Mafouta 60’, 68’ Nuzzolo 63’ | Marcatori | 49’ Wittwer |

| Arbitro: | Dudic |

|             |           |             |
| Marleku 82’ | Marcatori | 59’ Mafouta |

| Arbitro: | Turkeš |

|                                  |           |                |
| Mafouta 50’ (rig.) Dominguez 54’ | Marcatori | 11’ Morganella |

| Arbitro: | Staubli |

|           |           |  |
| Koide 56’ | Marcatori |  |

| Arbitro: | Huwiler |

|                                     |           |  |
| Mutombo 36’ Mafouta 56’ (rig.), 74’ | Marcatori |  |

| Neuchâtel 19 marzo 2021, ore 20:00 CET 26ª giornata | Neuchâtel Xamax | 0 – 0 referto | Stade Lausanne-Ouchy | La Maladière (0 spett.)\| Arbitro: \| Wolfensberger \| |
| Arbitro:                                            | Wolfensberger   |               |                      |                                                        |

| Arbitro: | Schärli |

|             |           |                                        |
| Ribeiro 89’ | Marcatori | 13’, 45’ (rig.), 54’ Mafouta 83’ Mbock |

#### Seconda fase, girone di ritorno
| Arbitro: | Turkeš |

|  |           |                 |
|  | Marcatori | 90’ Stojilković |

| Thun 16 aprile 2021, ore 20:00 CEST 29ª giornata | Thun      | 0 – 0 referto | Neuchâtel Xamax | Stockhorn Arena (0 spett.)\| Arbitro: \| Gianforte \| |
| Arbitro:                                         | Gianforte |               |                 |                                                       |

| Arbitro: | Hänni |

|  |           |                                       |
|  | Marcatori | 4’ Marleku 45’ (aut.) Gomes 64’ Mulaj |

| Arbitro: | Thies |

|                                            |           |  |
| Prtajin 58’ Pollero 76’ (rig.) Mozzone 90’ | Marcatori |  |

| Arbitro: | Huwiler |

|  |           |             |
|  | Marcatori | 51’ Mafouta |

| Arbitro: | Horisberger |

|                         |           |                             |
| Parapar 52’ Mutombo 63’ | Marcatori | 29’ (rig.) Fazliu 90’ Jones |

| Arbitro: | Hänni |

|             |           |               |
| Asllani 25’ | Marcatori | 33’ Dominguez |

| Arbitro: | Horisberger |

|             |           |              |
| Nuzzolo 26’ | Marcatori | 29’ Bonatini |

| Arbitro: | Fähndrich |

|                     |           |             |
| Hadzi 15’ Dixon 22’ | Marcatori | 32’ Parapar |

### Coppa Svizzera
| Arbitro: | Piccolo |

|             |           |                                                |
| Mafouta 65’ | Marcatori | 13’ Yesilcayir 45’ Mulaj 77’ Berisha 79’ Tadić |

## Statistiche

### Statistiche di squadra
| Competizione     | Punti | In casa | In casa | In casa | In casa | In casa | In casa | In trasferta | In trasferta | In trasferta | In trasferta | In trasferta | In trasferta | Totale | Totale | Totale | Totale | Totale | Totale | DR  |
| Competizione     | Punti | G       | V       | N       | P       | Gf      | Gs      | G            | V            | N            | P            | Gf           | Gs           | G      | V      | N      | P      | Gf     | Gs     | DR  |
| ---------------- | ----- | ------- | ------- | ------- | ------- | ------- | ------- | ------------ | ------------ | ------------ | ------------ | ------------ | ------------ | ------ | ------ | ------ | ------ | ------ | ------ | --- |
| Challenge League | 36    | 18      | 7       | 3       | 8       | 21      | 24      | 18           | 3            | 3            | 12           | 15           | 34           | 36     | 10     | 6      | 20     | 36     | 58     | -22 |
| Coppa Svizzera   | -     | 1       | 0       | 0       | 1       | 1       | 4       | 0            | 0            | 0            | 0            | 0            | 0            | 1      | 0      | 0      | 1      | 1      | 4      | -3  |
| Totale           | 36    | 19      | 7       | 3       | 9       | 22      | 28      | 18           | 3            | 3            | 12           | 15           | 34           | 37     | 10     | 6      | 21     | 37     | 62     | -25 |

### Andamento in campionato
| Giornata  | 1 | 2  | 3 | 4 | 5 | 6 | 7 | 8 | 9 | 10 | 11 | 12 | 13 | 14 | 15 | 16 | 17 | 18 | 19 | 20 | 21 | 22 | 23 | 24 | 25 | 26 | 27 | 28 | 29 | 30 | 31 | 32 | 33 | 34 | 35 | 36 |
| --------- | - | -- | - | - | - | - | - | - | - | -- | -- | -- | -- | -- | -- | -- | -- | -- | -- | -- | -- | -- | -- | -- | -- | -- | -- | -- | -- | -- | -- | -- | -- | -- | -- | -- |
| Luogo     | T | C  | T | C | C | T | C | T | C | T  | T  | C  | T  | C  | T  | C  | C  | T  | C  | T  | C  | T  | C  | T  | C  | C  | T  | C  | T  | C  | T  | T  | C  | T  | C  | T  |
| Risultato | P | P  | V | V | V | P | V | P | P | P  | P  | P  | P  | P  | P  | P  | V  | P  | P  | P  | V  | N  | V  | P  | V  | N  | V  | P  | N  | P  | P  | V  | N  | N  | N  | P  |
| Posizione | 8 | 10 | 7 | 7 | 5 | 6 | 4 | 4 | 7 | 9  | 9  | 9  | 9  | 9  | 9  | 9  | 9  | 9  | 9  | 9  | 9  | 9  | 9  | 9  | 8  | 8  | 8  | 8  | 8  | 9  | 9  | 9  | 9  | 9  | 9  | 9  |

Legenda:

Luogo: C = Casa; T = Trasferta. Risultato: V = Vittoria; N = Pareggio; P = Sconfitta.

### Statistiche dei giocatori
| Giocatore    | Challenge League | Challenge League | Challenge League | Challenge League | Coppa Svizzera | Coppa Svizzera | Coppa Svizzera | Coppa Svizzera | Totale   | Totale | Totale      | Totale     |
| Giocatore    | Presenze         | Reti             | Ammonizioni      | Espulsioni       | Presenze       | Reti           | Ammonizioni    | Espulsioni     | Presenze | Reti   | Ammonizioni | Espulsioni |
| ------------ | ---------------- | ---------------- | ---------------- | ---------------- | -------------- | -------------- | -------------- | -------------- | -------- | ------ | ----------- | ---------- |
| M. Araz      | 3                | 0                | 1                | 0                | 0              | 0              | 0              | 0              | 3        | 0      | 1           | 0          |
| U. Bangura   | 18               | 0                | 2                | 0                | 0              | 0              | 0              | 0              | 18       | 0      | 2           | 0          |
| M. Basha     | 24               | 0                | 3                | 0                | 0              | 0              | 0              | 0              | 24       | 0      | 3           | 0          |
| N. Beloko    | 16               | 0                | 2                | 1                | 0              | 0              | 0              | 0              | 16       | 0      | 2           | 1          |
| D. Cattin    | 0                | 0                | 0                | 0                | 0              | 0              | 0              | 0              | 0        | 0      | 0           | 0          |
| T. Corbaz    | 23               | 1                | 4                | 0                | 0              | 0              | 0              | 0              | 23       | 1      | 4           | 0          |
| M. Dominguez | 31               | 4                | 5                | 1                | 1              | 0              | 0              | 0              | 32       | 4      | 5           | 1          |
| D. Dugourd   | 12               | 0                | 0                | 0                | 0              | 0              | 0              | 0              | 12       | 0      | 0           | 0          |
| A. Edgar     | 9                | 0                | 3                | 0                | 0              | 0              | 0              | 0              | 9        | 0      | 3           | 0          |
| Y. Epitaux   | 15               | 0                | 3                | 0                | 1              | 0              | 0              | 0              | 16       | 0      | 3           | 0          |
| L. Farine    | 0                | 0                | 0                | 0                | 0              | 0              | 0              | 0              | 0        | 0      | 0           | 0          |
| N. Frick     | 0                | 0                | 0                | 0                | 0              | 0              | 0              | 0              | 0        | 0      | 0           | 0          |
| M. Gomes     | 27               | 1                | 5                | 0                | 1              | 0              | 0              | 0              | 28       | 1      | 5           | 0          |
| Y. Hummel    | 0                | 0                | 0                | 0                | 0              | 0              | 0              | 0              | 0        | 0      | 0           | 0          |
| Y. Kaiser    | 13               | 0                | 0                | 0                | 1              | 0              | 0              | 0              | 14       | 0      | 0           | 0          |
| M. Kempter   | 26               | 0                | 5                | 0                | 0              | 0              | 0              | 0              | 26       | 0      | 5           | 0          |
| A. Koura     | 8                | 0                | 1                | 0                | 0              | 0              | 0              | 0              | 8        | 0      | 1           | 0          |
| L. Mafouta   | 34               | 14               | 7                | 0                | 1              | 1              | 1              | 0              | 35       | 15     | 8           | 0          |
| J. Mbock     | 22               | 1                | 1                | 0                | 1              | 0              | 0              | 0              | 23       | 1      | 1           | 0          |
| B. Morgado   | 32               | 0                | 2                | 0                | 0              | 0              | 0              | 0              | 32       | 0      | 2           | 0          |
| E. Morina    | 16               | 1                | 3                | 0                | 1              | 0              | 0              | 0              | 17       | 1      | 3           | 0          |
| A. Mossi     | 1                | 0                | 0                | 0                | 0              | 0              | 0              | 0              | 1        | 0      | 0           | 0          |
| A. Mutombo   | 15               | 2                | 2                | 0                | 0              | 0              | 0              | 0              | 15       | 2      | 2           | 0          |
| F. Mveng     | 31               | 2                | 7                | 1                | 0              | 0              | 0              | 0              | 31       | 2      | 7           | 1          |
| R. Nuzzolo   | 35               | 6                | 7                | 0                | 1              | 0              | 0              | 0              | 36       | 6      | 7           | 0          |
| A. Ouattara  | 16               | 0                | 3                | 0                | 1              | 0              | 0              | 0              | 17       | 0      | 3           | 0          |
| P. Parapar   | 33               | 3                | 5                | 0                | 0              | 0              | 0              | 0              | 33       | 3      | 5           | 0          |
| A. Pasche    | 0                | 0                | 0                | 0                | 1              | 0              | 0              | 0              | 1        | 0      | 0           | 0          |
| A. Rodriguez | 2                | 0                | 1                | 0                | 0              | 0              | 0              | 0              | 2        | 0      | 1           | 0          |
| B. Roth      | 0                | 0                | 0                | 0                | 0              | 0              | 0              | 0              | 0        | 0      | 0           | 0          |
| F. Saiz      | 9                | 0                | 2                | 0                | 0              | 0              | 0              | 0              | 9        | 0      | 2           | 0          |
| F. Surdez    | 6                | 0                | 0                | 0                | 1              | 0              | 0              | 0              | 7        | 0      | 0           | 0          |
| P. Teixeira  | 15               | 0                | 1                | 0                | 1              | 0              | 1              | 0              | 16       | 0      | 2           | 0          |
| E. Tia       | 4                | 0                | 0                | 0                | 0              | 0              | 0              | 0              | 4        | 0      | 0           | 0          |
| L. Walthert  | 35               | 0                | 3                | 0                | 1              | 0              | 0              | 0              | 36       | 0      | 3           | 0          |
| I. Đurić     | 15               | 1                | 5                | 1                | 1              | 0              | 0              | 0              | 16       | 1      | 5           | 1          |